# هاله چامبل
هاله چامبل (به ترکی استانبولی: Halet Çambel; ۲۷ اوت ۱۹۱۶ – ۱۲ ژانویهٔ ۲۰۱۴) یک باستان‌شناس و یک ورزشکار المپیک در رشته شمشیربازی اهل ترکیه است. او اولین زن مسلمانی است که به رقابت در بازی‌های المپیک راه پیدا کرد.
هاله پس از دریافت دکترای خود از دانشگاه استانبول در سال ۱۹۴۰، به طور خستگی‌ناپذیر برای پیشرفت باستان‌شناسی تلاش کرد. او به حفظ برخی از مهم‌ترین سایت‌های باستان‌شناسی ترکیه در نزدیکی رودخانه جیحان و یک موزه در فضای باز در کاراتیپه کمک کرد. او در یکی از قدیمی‌ترین تمدن‌های شناخته شده بشر با کشف یک لوح با الفبای فنیقی که رمزگشایی آن به خواندن هیروگلیف هیتی انجامید به گسترش علم باستانشناسی کمک کرد.

## ورزش
هاله چامبل در در رشته شمشیربازی فلوره انفرادی زنان در المپیک تابستانی ۱۹۳۶ به رقابت پرداخت. چامبل اولین زن مسلمان بود که به رقابت‌های المپیک راه یافت. اگرچه او به طور رسمی برای دیدار آدولف هیتلر دعوت شده اما به دلایل سیاسی از این کار خودداری کرد.

## بزرگداشت
او را برای کارهایش در حفظ میراث فرهنگی ترکیه برنده جایزه پرنس کلاوس شد. در ۲۷ اوت ۲۰۱۵ در ۹۹مین سالگرد تولد هاله چامبل گوگل دودل نشان خود را در ترکیه به افتخار او تغییر داد.